# A Box of Dreams
A Box of Dreams es una colección de los grandes éxitos de la cantante y compositora irlandesa Enya publicada en 1997. Esta edición limitada del 'Box Set' contiene tres discos titulados Oceans, Clouds y Stars. La colección contiene 46 temas (tanto canciones como melodías), desde 1987 con su álbum debut Enya hasta 1997 llegando a la compilación Paint The Sky With Stars: The Best Of Enya.

Las canciones de la colección están interpretadas en Inglés, Gaélico, Latín y Español.

Además incluye temas especiales compuestos para el lanzamiento de varios de sus singles como Morning Glory, Oriel Window y Willows On The Water

## Listado de canciones

### Oceans CD 1
| Oceans CD 1 |                    |          |  |
| N.º         | Título             | Duración |  |
| 1.          | «Orinoco Flow»     | 4:26     |  |
| 2.          | «Caribbean Blue»   | 3:58     |  |
| 3.          | «Book of Days»     | 2:55     |  |
| 4.          | «Anywhere Is»      | 3:48     |  |
| 5.          | «Only If...»       | 3:17     |  |
| 6.          | «The Celts»        | 2:58     |  |
| 7.          | «Cursum Perficio»  | 4:09     |  |
| 8.          | «I Want Tomorrow»  | 4:02     |  |
| 9.          | «China Roses»      | 4:47     |  |
| 10.         | «Storms In Africa» | 4:02     |  |
| 11.         | «Pax Deorum»       | 4:59     |  |
| 12.         | «The Longships»    | 3:39     |  |
| 13.         | «Ebudæ»            | 1:55     |  |
| 14.         | «On My Way Home»   | 3:39     |  |
| 15.         | «Boadicea»         | 3:32     |  |
| 56:03       |                    |          |  |

### Clouds CD 2
| Clouds CD 2 |                              |          |  |
| N.º         | Título                       | Duración |  |
| 1.          | «Watermark»                  | 2:25     |  |
| 2.          | «Portrait (Out Of The Blue)» | 3:12     |  |
| 3.          | «Miss Clare Remembers»       | 1:59     |  |
| 4.          | «Shepherd Moons»             | 3:40     |  |
| 5.          | «March Of The Celts»         | 3:17     |  |
| 6.          | «Lothlórien»                 | 2:07     |  |
| 7.          | «From Where I Am»            | 2:22     |  |
| 8.          | «Afer Ventus»                | 4:06     |  |
| 9.          | «Oriel Window»               | 2:22     |  |
| 10.         | «River»                      | 3:12     |  |
| 11.         | «Tea-House Moon»             | 2:43     |  |
| 12.         | «Willows On The Water»       | 3:01     |  |
| 13.         | «Morning Glory»              | 2:28     |  |
| 14.         | «No Holly For Miss Quinn»    | 2:43     |  |
| 15.         | «The Memory Of Trees»        | 4:20     |  |
| 43:58       |                              |          |  |

### Stars CD 3
| Stars CD 3 |                            |          |  |
| N.º        | Título                     | Duración |  |
| 1.         | «Evening Falls...»         | 3:49     |  |
| 2.         | «Paint The Sky With Stars» | 4:15     |  |
| 3.         | «Angeles»                  | 3:58     |  |
| 4.         | «Athair Ar Neamh»          | 3:42     |  |
| 5.         | «La Soñadora»              | 3:38     |  |
| 6.         | «Aldebaran»                | 3:05     |  |
| 7.         | «Deireadh An Tuath»        | 1:44     |  |
| 8.         | «Eclipse»                  | 1:33     |  |
| 9.         | «Exile»                    | 4:20     |  |
| 10.        | «On Your Shore»            | 4:00     |  |
| 11.        | «Evacuee»                  | 3:50     |  |
| 12.        | «Marble Halls»             | 3:52     |  |
| 13.        | «Hope Has A Place»         | 4:48     |  |
| 14.        | «The Sun In The Stream»    | 2:55     |  |
| 15.        | «Na Laetha Geal M'Óige»    | 3:56     |  |
| 16.        | «Smaointe...»              | 6:08     |  |
| 59:33      |                            |          |  |